# Rennrodel-Amerika-Pazifikmeisterschaften 2015
Die Rennrodel-Amerika-Pazifikmeisterschaften 2015 wurden vom 17. bis 19. Dezember 2015 im Rahmen des 4. Weltcuprennens der Saison 2015/16 auf der Bob- und Rennschlittenbahn im Canada Olympic Park in Calgary, Kanada, ausgetragen. Es gab Wettbewerbe in den Einsitzern für Männer und Frauen und dem Doppelsitzer. Alle Wettbewerbe wurden in zwei Läufen entschieden, für die Wertung dienten die Ergebnisse der Weltcuprennen in den entsprechenden Disziplinen.
Im Einsitzer der Frauen gewann Erin Hamlin, im Einsitzer der Männer sicherte sich Christopher Mazdzer den Titel und die Wertung der Doppelsitzer gewannen Tristan Walker und Justin Snith.

## Titelverteidiger
Bei den vergangenen Amerika-Pazifikmeisterschaften 2014 im US-amerikanischen Lake Placid siegten mit Erin Hamlin im Einsitzer der Frauen, Tucker West im Einsitzer der Männer sowie dem Doppelsitzerpaar Matthew Mortensen und Jayson Terdiman allesamt Angehörige des US-amerikanischen Teams.

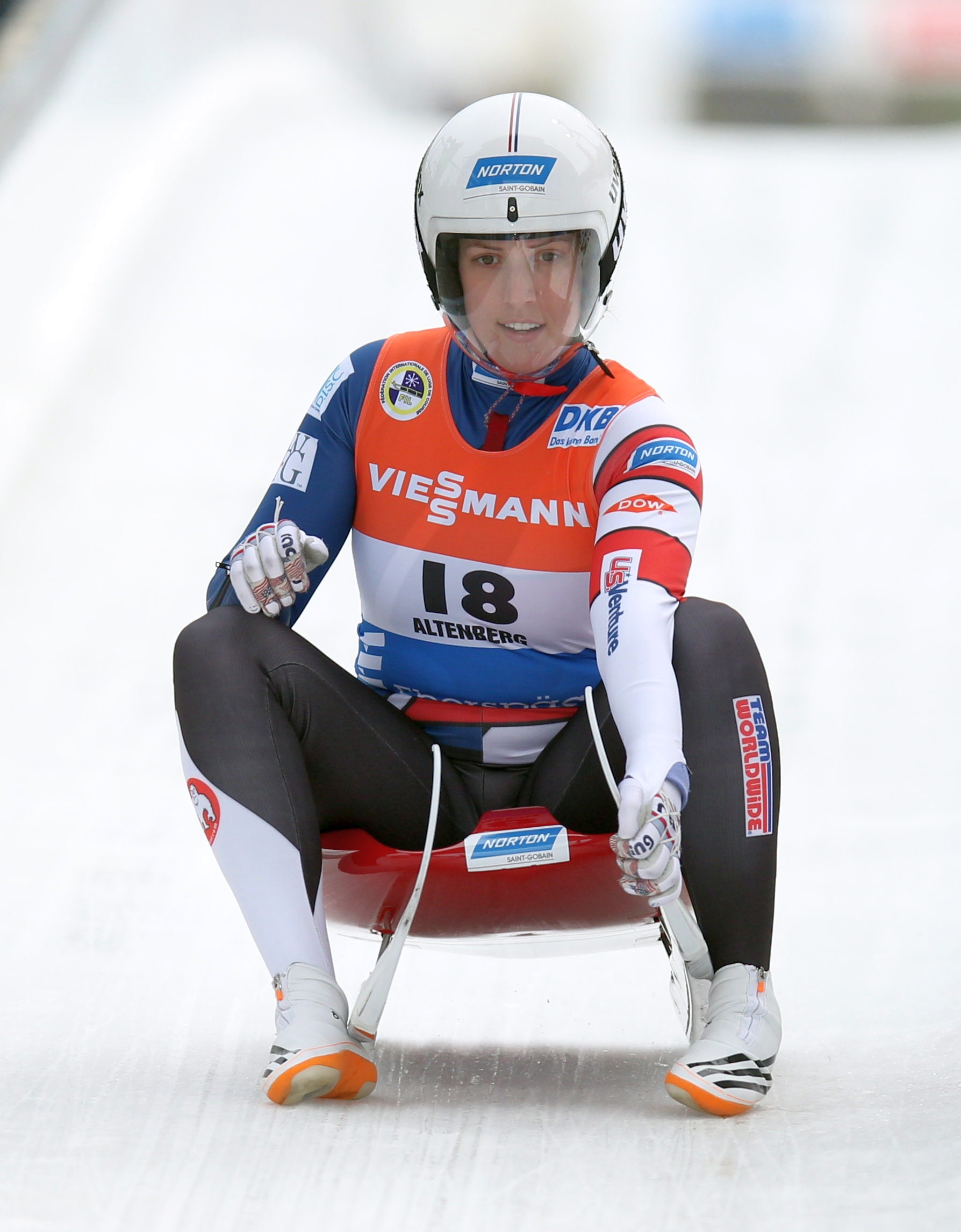
Erin Hamlin
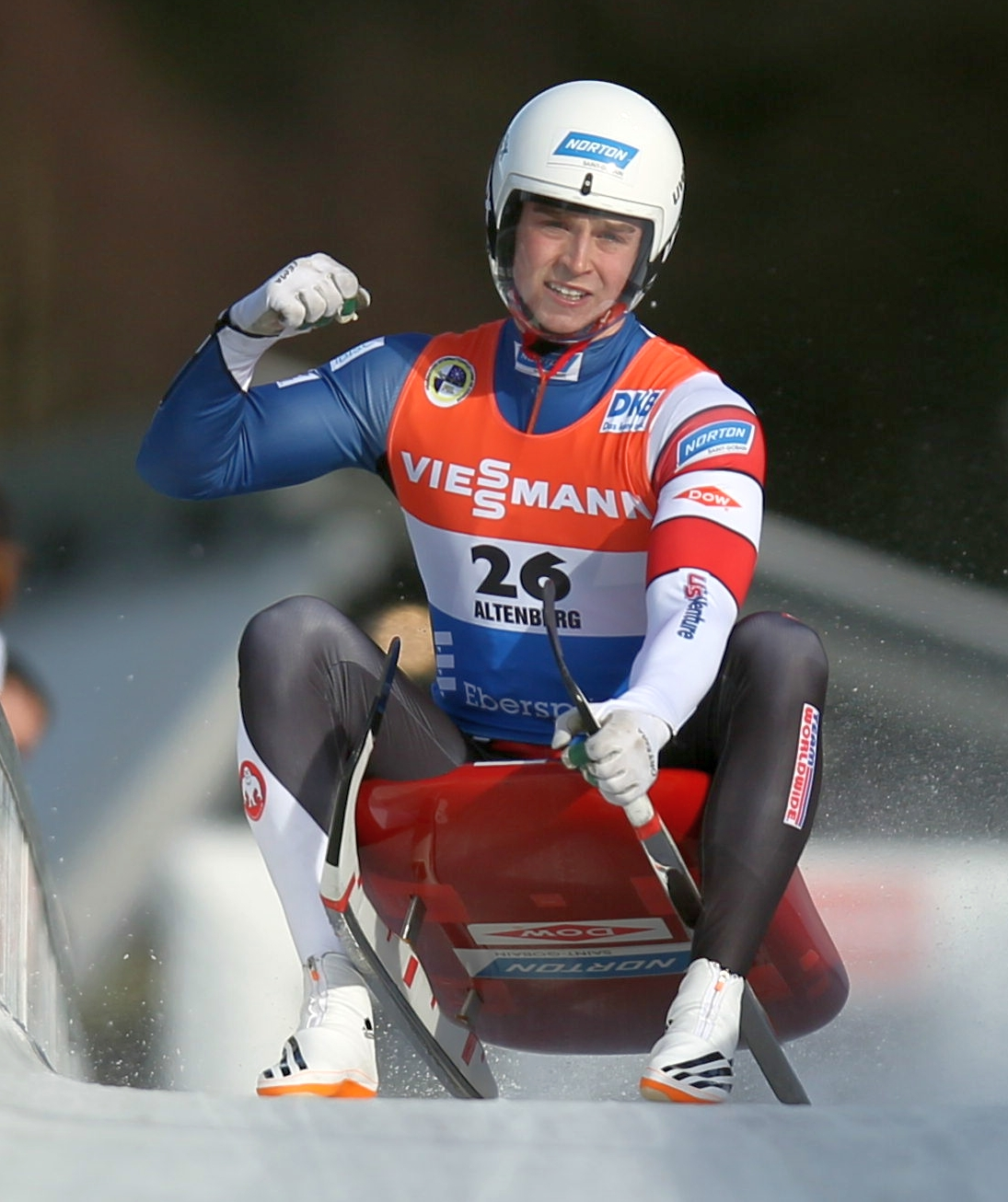
Tucker West
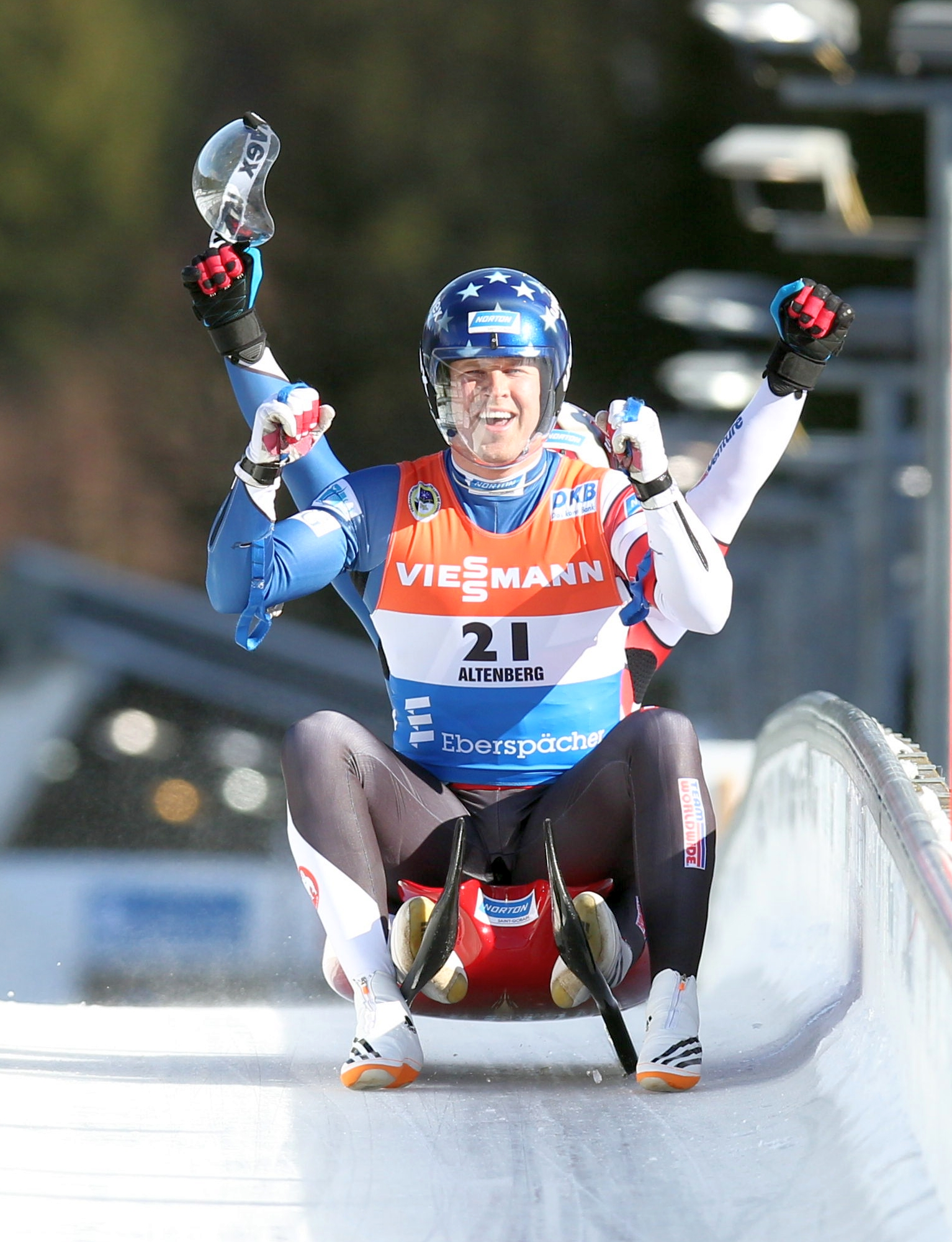
Matthew Mortensen und Jayson Terdiman

## Einsitzer der Frauen

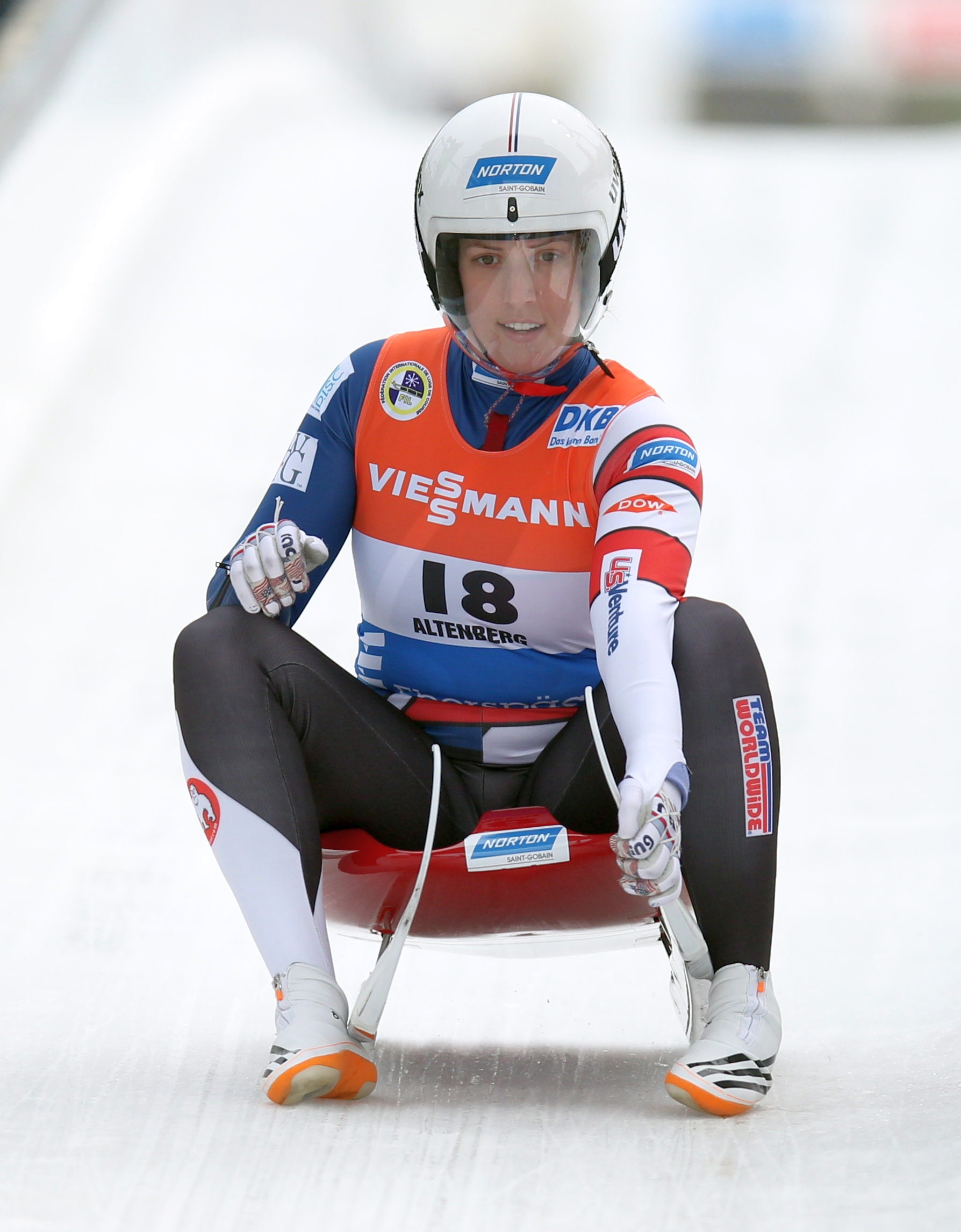
Erin Hamlin, Gewinnerin im Frauen-Einsitzer

| Platz | Sportlerin       | Laufzeiten        | Zeit             |
| ----- | ---------------- | ----------------- | ---------------- |
| 01    | Erin Hamlin      | 46,814 s 46,767 s | 1:33,581 Minuten |
| 02    | Summer Britcher  | 46,949 s 46,763 s | 1:+0,131 s       |
| 03    | Kimberley McRae  | 46,836 s 46,962 s | 1:+0,217 s       |
| 04    | Alex Gough       | 46,896 s 47,001 s | 1:+0,316 s       |
| 05    | Emily Sweeney    | 47,011 s 46,922 s | 1:+0,352 s       |
| 06    | Arianne Jones    | 47,134 s 47,368 s | 1:+0,921 s       |
| 07    | Raychel Germaine | 47,876 s 47,718 s | 1:+2,013 s       |

Datum: 18. Dezember
Den Titel im Einsitzer der Frauen sicherte sich die US-amerikanische Titelverteidigerin Erin Hamlin vor ihrer Landsfrau Summer Britcher und der Kanadierin Kimberley McRae. Hamlin und Britcher belegten im Race-in-Race ausgetragenen Weltcuprennen die Podiumsränge 2 und 3 hinter der Deutschen Natalie Geisenberger, McRae wurde im Weltcuprennen Fünfte. Auf den weiteren Plätzen folgten Alex Gough (6. im Weltcuprennen) vor Emily Sweney (7. im Weltcuprennen) und Arianne Jones (13. im Weltcuprennen) sowie Raychel Germaine. Jones hatte sich über den Nationencup für das Weltcup- und somit Wertungsrennen für die Amerika-Pazifikmeisterschaft qualifiziert. Germaine wurde im Nachgang des Weltcuprennens disqualifiziert.

## Einsitzer der Männer

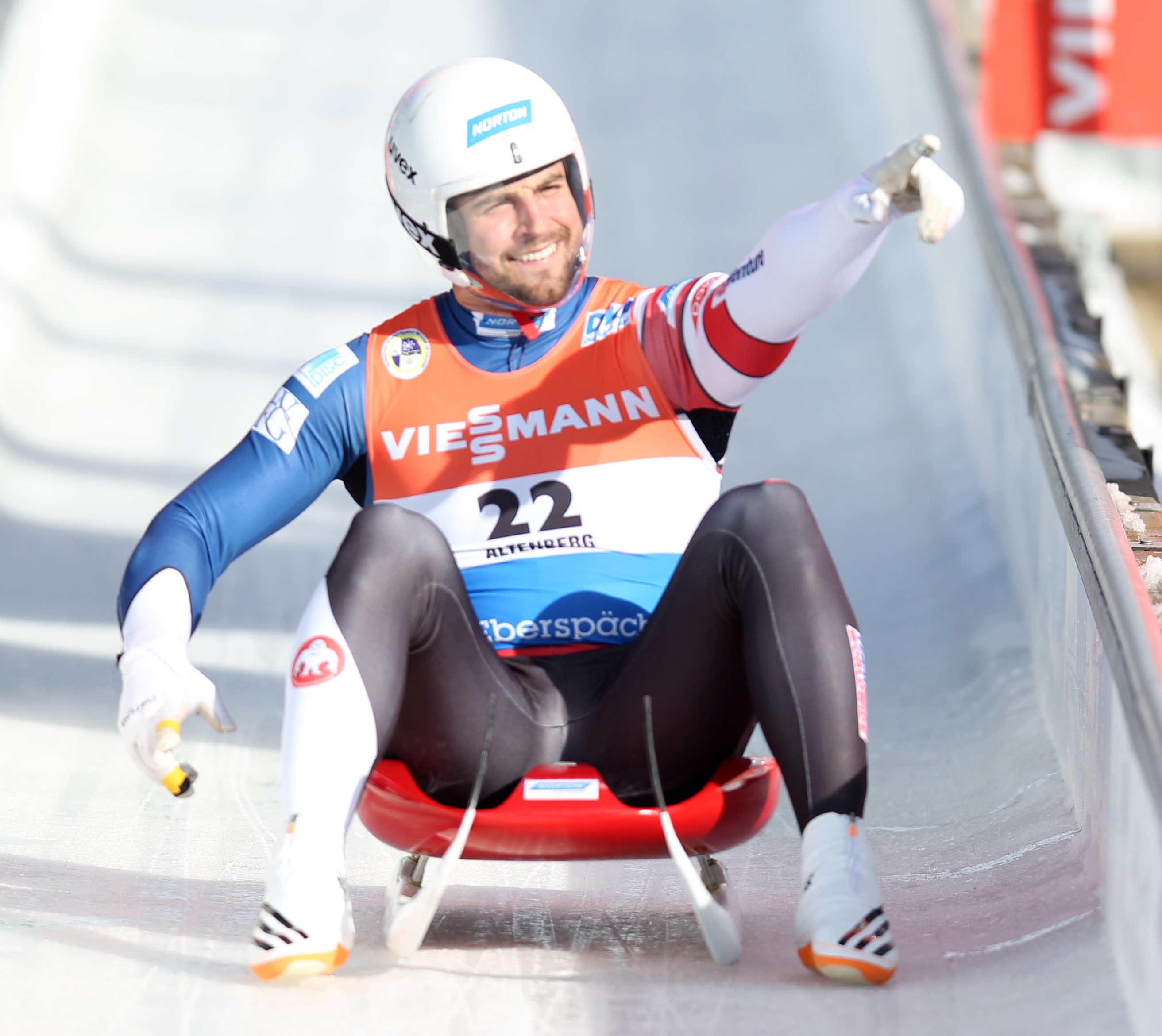
Christopher Mazdzer, Gewinner im Männer-Einsitzer

| Platz | Sportler            | Laufzeiten        | Zeit             |
| ----- | ------------------- | ----------------- | ---------------- |
| 01    | Christopher Mazdzer | 45,172 s 45,456 s | 1:30,628 Minuten |
| 02    | Tucker West         | 45,275 s 45,539 s | 1:+0,340 s       |
| 03    | Mitchel Malyk       | 45,399 s 45,569 s | 1:+0,566 s       |
| 04    | Aidan Kelly         | 45,540 s 45,677 s | 1:+0,846 s       |
| 05    | Taylor Morris       | 45,676 s 45,701 s | 1:+0,749 s       |
| 06    | John Fennell        | 45,651 s 45,971 s | 1:+0,994 s       |

Datum: 19. Dezember
Amerika-Pazifikmeister wurde der US-Amerikaner Christopher Mazdzer vor seinem Landsmann und Titelverteidiger Tucker West. Dritter wurde der Kanadier Mitchel Malyk vor Aidan Kelly aus den Vereinigten Staaten. Auf den Plätzen 5 und 6 folgten Taylor Morris John Fennell, die sich wie Malyk für das Rennen über den Nationencup qualifiziert hatten. Im Race-in-Race ausgetragenen Weltcuprennen erreichte Mazdzer Rang 2, West fuhr auf 7, Malyk auf 10. Kelly folgte auf 15, Morris kam als 19. ins Ziel, Fennell wurde 24.

## Doppelsitzer

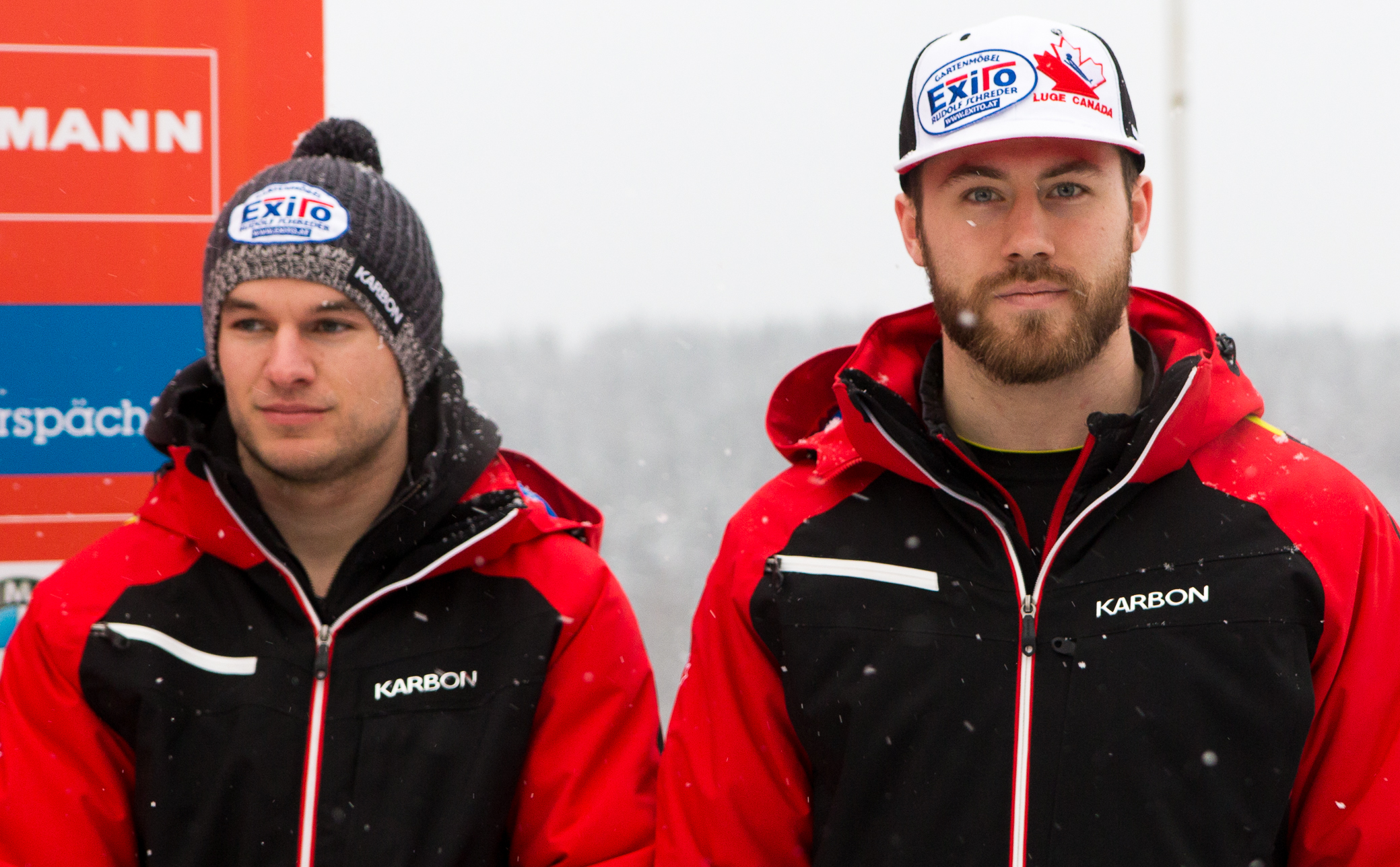
Tristan Walker und Justin Snith, Gewinner im Doppelsitzer

| Platz | Sportler                          | Laufzeiten        | Zeit             |
| ----- | --------------------------------- | ----------------- | ---------------- |
| 01    | Tristan Walker/Justin Snith       | 44,638 s 44,396 s | 1:29,034 Minuten |
| 02    | Matthew Mortensen/Jayson Terdiman | 44,551 s 44,563 s | 1:+0,080 s       |
| 03    | Justin Krewson/Andrew Sherk       | 44,926 s 44,595 s | 1:+0,487 s       |
| 04    | Jacob Hyrns/Anthony Espinoza      | 44,971 s 44,929 s | 1:+0,866 s       |
| DNF   | Matt Riddle/Adam Shippit          | 45,938 s DNF      |                  |

Datum: 16. Dezember
Den Titel bei den Doppelsitzern sicherten sich die Lokalmatadoren Tristan Walker und Justin Snith vor Matthew Mortensen und Jayson Terdiman sowie Justin Krewson und Andrew Sherk (beide Paare aus den Vereinigten Staaten). Auf Rang 4 kamen Jacob Hyrns und Anthony Espinoza. Matt Riddle und Adam Shippit stürzten im zweiten Lauf und kamen nicht ins Ziel. Im Race-in-Race-Weltcuprennen fuhren die Amerika-Pazifikmeister auf Rang 5. Mortensen/Terdiman wurden direkt dahinter Sechste, Krewson/Sherk landete auf Rang 14. Hyrns/Espinoza, die sich ebenso wie Riddle/Shippit über den Nationencup für das Rennen qualifiziert hatten, wurden 16.

## Medaillenspiegel
| Platz | Land               | Gold | Silber | Bronze | Gesamt |
| ----- | ------------------ | ---- | ------ | ------ | ------ |
| 1     | Vereinigte Staaten | 2    | 3      | 1      | 6      |
| 2     | Kanada             | 1    | 0      | 2      | 3      |